# Les mini-sosies font leur show

Les mini-sosies font leur show est une émission de télé-crochet diffusée le 27 octobre 2014 sur Gulli et présentée par Vincent Lagaf.

## Casting

### Animateurs
L'émission est présentée par Vincent Lagaf.

### Jury
- Valérie Bègue, Miss France 2008, actrice et animatrice de télévision ;
- Priscilla Betti, chanteuse et actrice ;
- Stéphane Jarny, chorégraphe.

### Choregraphe et Coachs
- Chorégraphe et Coach Danse : Elodie Hec.

- Coach Vocal : Leovanie Raud.

### Candidats et palmarès
| Qualification | Qualification    | Qualification | Qualification                   | Qualification   | Qualification   | Qualification   | Qualification |
|               | Candidats        | Âge           | Chanson                         | Choix des juges | Choix des juges | Choix des juges | Résultats     |
| Priscilla     | Candidats        | Âge           | Chanson                         | Valérie         | Stéphane        |                 | Résultats     |
| ------------- | ---------------- | ------------- | ------------------------------- | --------------- | --------------- | --------------- | ------------- |
| VS Stromae    | Esteban Durand   | 13 ans        | Alors on danse - Stromae        | ❌              | ❌              | ❌              | Éliminé       |
| VS Stromae    | Silas            | 15 ans        | Formidable - Stromae            | ✔️              | ✔️              | ✔️              | Qualifié      |
| VS Tal        | Marie            | 13 ans        | À l'international - Tal         | ❌              | ❌              | ❌              | Éliminée      |
| VS Tal        | Anaïs            | 13 ans        | Le passée - Tal                 | ✔️              | ✔️              | ✔️              | Qualifiée     |
| VS M. Pokora  | Clément Bousquet | 12 ans        | Elle me contrôle - M. Pokora    | ✔️              | ✔️              | ✔️              | Qualifié      |
| VS M. Pokora  | Léonardo         | 13 ans        | J'attendais - M. Pokora         | ❌              | ❌              | ❌              | Éliminé       |
| VS Beyoncé    | Paloma           | 13 ans        | Single ladies - Beyoncé         | ❌              | ❌              | ❌              | Éliminée      |
| VS Beyoncé    | Sarah            | 14 ans        | If I were a boy - Beyoncé       | ✔️              | ✔️              | ✔️              | Qualifiée     |
| Finale        |                  |               |                                 |                 |                 |                 |               |
| 1             | Clément Bousquet | 12 ans        | À nos actes manqués - M. Pokora | ❌              | ❌              | ❌              | Finaliste     |
| 2             | Sarah            | 14 ans        | Crazy in love - Beyoncé         | ❌              | ❌              | ❌              | Finaliste     |
| 3             | Anaïs            | 13 ans        | Le sens de la vie - Tal         | ❌              | ❌              | ❌              | Finaliste     |
| 4             | Silas            | 15 ans        | Papaoutai - Stromae             | ✔️              | ✔️              | ✔️              | Vainqueur     |

Légende :
- : Le(s) juge(s) la choisi(e)
- : Le(s) juge(s) ne la pas choisi(e)

## Audience
L'émission a rassemblé 314 000 téléspectateurs soit 1,2 % de PDM.